# 死んでもいい (1962年の映画)
『死んでもいい』（しんでもいい、英: Phaedra、希: Φαίδρα）は、1962年に公開されたアメリカ合衆国、ギリシャのドラマ映画。
ギリシア悲劇の一つ『ヒッポリュトス』やそれを題材とした『フェードル』を基に、舞台を現代（初公開時）にして描いた作品。監督はジュールズ・ダッシン。出演はメリナ・メルクーリやアンソニー・パーキンスなど。

## あらすじ
ギリシャの大富豪の娘フェードラと成功した船舶業者のタノスは結婚し、5歳になる息子をもうけていた。タノスには前妻との間の息子アレキシスがおり、タノスはアレキシスを後継者に考えていたが、彼が画家を目指しているというのでタノスは憤慨する。
多忙なタノスに代わりフェードラがロンドンにいるアレキシスの元を訪ねるが、フェードラとアレキシスはお互いに惚れてしまい、やがて二人は関係を持ってしまう。フェードラは夫の待つイドラ島、アレキシスはロンドンにそれぞれ戻っていくが、何も知らないタノスがアレキシスをイドラ島に呼び寄せる。
タノスは経済的理由からエルシーという娘をアレキシスと結婚させたがっており、それを知ったフェードラは嫉妬に狂い、遂にタノスにアレキシスを愛している事を伝えてしまう。自身の豪華客船が沈没し、気が動転していたタノスは怒りのままにアレキシスを張り倒す。フェードラはこれでアレキシスと公然と恋人関係でいられると思ったが、アレキシスはフェードラに死ねばいいと告げてスポーツカーで去っていった。
アレキシスに強く拒絶されたフェードラは睡眠薬を過剰摂取し、アレキシスは車のハンドルを誤り崖下へと落ちていった。

## キャスト
※括弧内は日本語吹替（初回放送1971年1月17日『日曜洋画劇場』）
- フェードラ：メリナ・メルクーリ（富永美沙子）
- アレキシス：アンソニー・パーキンス（荘司肇）
- タノス：ラフ・ヴァローネ（矢島正明）
- エルシー：エリザベス・エルシー

## スタッフ
- 監督・製作：ジュールス・ダッシン
- 原作：マルガリータ・リベラキ
- 脚本：ジュールス・ダッシン、マルガリータ・リベラキ
- 撮影：ジャック・ナットー
- 音楽：ミキス・テオドラキス、レイモンド・レ・セネシャル、マノス・ハジダキス